# Clementine (sonda espacial)

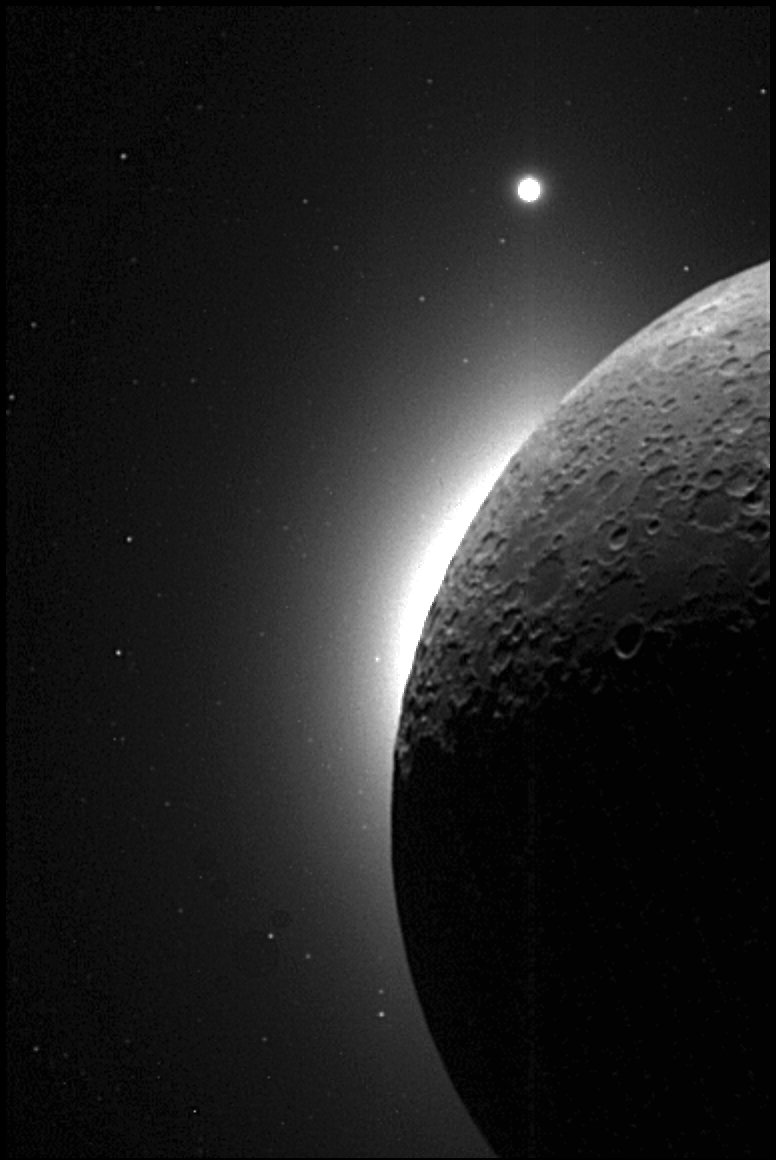
Foto da Lua obtida pela sonda Clementine

A sonda Clementine foi uma missão não tripulada da NASA com a finalidade de testar tecnologias espaciais, de pesquisar a Lua, além de pesquisar o asteróide 1620 Geographos. A sonda foi lançada em 25 de Janeiro de 1994, da Base Aérea de Vandenberg a bordo de um foguete Titan II modelo G.
A sonda Clementine foi um projeto elaborado entre a Ballistic Missile Defense Organization ou BMDO, chamado anteriormente de Strategic Defense Initiative Organization ou SDIO e a NASA
A sonda tinha uma massa de 424 kg. Depois de duas assistências gravitacionais, a sonda entrou em órbita lunar em 21 de Fevereiro.
Devido a um mau funcionamento de seu computador, seu empuxador foi acionado, levando-o a consumir todo o propelente da sonda. Isso impossibilitou que a sonda realiza-se seu encontro com o asteróide 1620 Geographos. A sonda permaneceu em uma órbita geocêntrica continuando a realizar testes com seus equipamentos até o término de sua missão.

## A sonda
A sonda era tinha a forma de um prisma octogonal. Media 1,88 metros de altura por 1,24 metros de comprimento. Tinha fixado externamente em seus lados opostos, dois painéis solares dispostos paralelamente ao eixo do prisma. No topo do prisma havia uma antena de alto ganho e no lado oposto, a saída dos gases do sistema de propulsão.
A propulsão da sonda utilizava o monopropelente hidrazina para o seu controle de altitude e o bipropelente tetróxido de nitrogênio com mono metil-hidrazina, eram usado para a sonda efetuar manobras no espaço.
O controle de altitude era gerenciado por 12 pequenos empuxadores, duas câmeras de sensoriamento de estrelas auxiliavam na navegação. A sonda era estabilizada em seus três eixos e recebia a ajuda de rodas de reação.
A energia elétrica era gerada por células solares de gálio arsênico e germânio que utilizavam uma bateria de níquel-hidrogênio - NiH de 15 Ampères-hora.

## Missão
A missão incluía a obtenção de várias fotos em diversos comprimentos de ondas que incluíam a luz visível, o infravermelho e a ultravioleta, medição de altimetria a laser e a medição de partículas eletricamente carregadas.
Estas observações tinham inicialmente a finalidade avaliar a superfície, a mineralogia da Lua e do asteróide Geographos. Foram pesquisados com o auxílio do altímetro a laser, as regiões situadas entre as latitude 60º Norte e 60º Sul da Lua e se pretendia determinar o tamanho, a forma, a rotação e as características físicas do asteróide.
Depois de duas assistências gravitacionais, a sonda entrou em órbita da Lua. Durante três meses a sonda mapeou a superfície lunar em duas etapas. Inicialmente a sonda efetuava uma órbita elíptica polar de 5 horas com um periastro de 400 km e com uma inclinação de 28º de latitude Sul. Após um mês a sonda rodou para a posição de 20º de latitude Norte. A sonda permaneceu nesta órbita por um mês.
Em 7 de Maio de 1994 os motores da sonda foram acionados para que a sonda pudesse mudar de órbita a fim de interceptar o asteróide Geographos, porém devido ao acionamento acidental contínuo do motor, o propelente da sonda acabou, impedindo a sonda de realizar manobras adequadas para pesquisar o asteróide.

## Instrumentos científicos

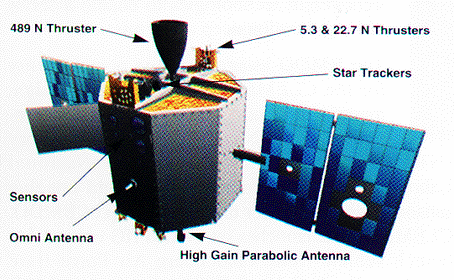
Concepção artística da sonda

1. Ultraviolet/visible camera - Tinha a finalidade de estudar a superfície da Lua e do asteróide em cinco diferentes comprimentos de ondas do espectro eletromagnético próximo do ultravioleta e da luz visível.
2. Near-infrared camera - Tinha a finalidade de estudar a superfície da Lua e do asteróide em seis diferentes comprimentos de ondas do espectro eletromagnético próximo ao infravermelho.
3. Long-wave infrared camera - Tinha a função de obter imagens das partes não iluminadas da Lua e do asteróide, obtendo os espectros térmicos daquelas regiões.
4. High-resolution camera - Consistia em um telescópio com um intensificador de imagens e um visor de CCD.
5. Two star tracker cameras - Duas câmeras para navegação que se baseia na posição das estrelas no céu.
6. Laser altimeter - Este experimento tinha por finalidade medir a distância entre a sonda e a superfície da Lua.
7. Bistatic radar experiment - Utilizava os equipamentos de transmissões de rádio da sonda para pesquisar por gelo nas regiões polares da Lua, verificando se existe gelo permanente no interior das crateras lunares.
8. Gravity experiment -  Media as variações na órbita da sonda devido a ação da força da gravidade da Lua.
9. Charged-particle telescope - O Charged Particle Telescope (CPT) da sonda era um telescópio construído para medir o fluxo e o espectro energético dos prótons entre 3 a 80 MeV) e do elétrons entre 25 a 500 KeV.

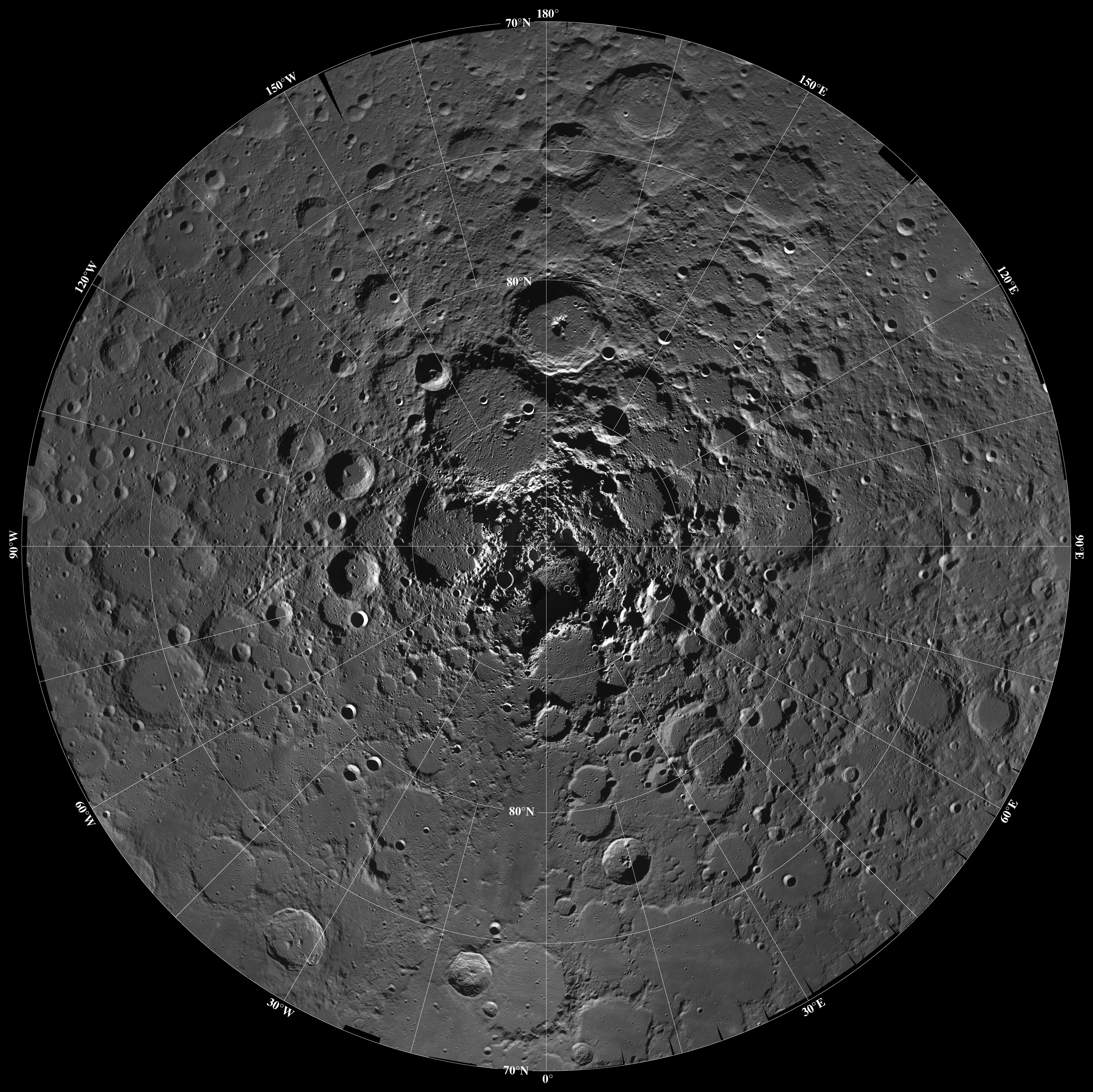
Vista do polo norte da Lua em uma imagem montada com o auxílio de várias fotos